# Grupa Bloomsbury
Grupa Bloomsbury (ang. Bloomsbury Group, Bloomsbury Set lub po prostu Bloomsbury) – angielska grupa intelektualistów i artystów, działająca od 1905 roku do II wojny światowej.

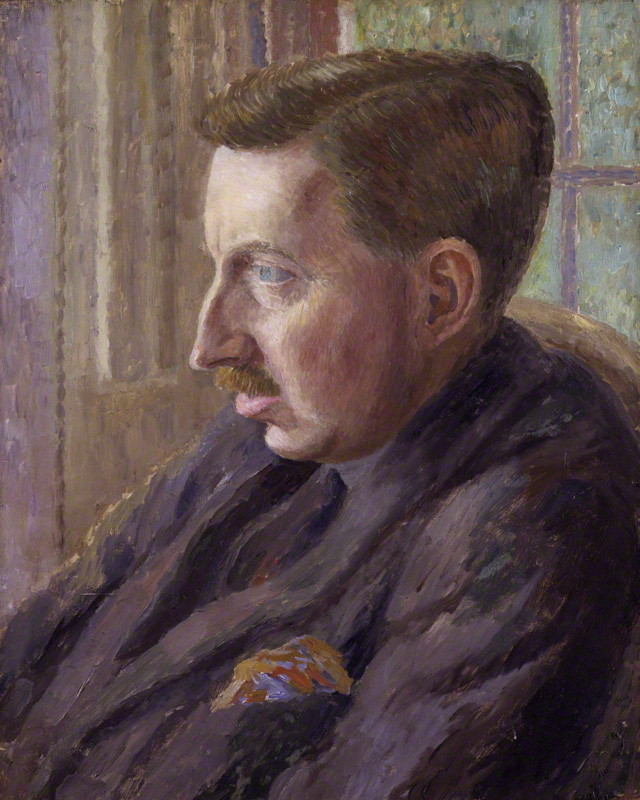
E.M. Forster
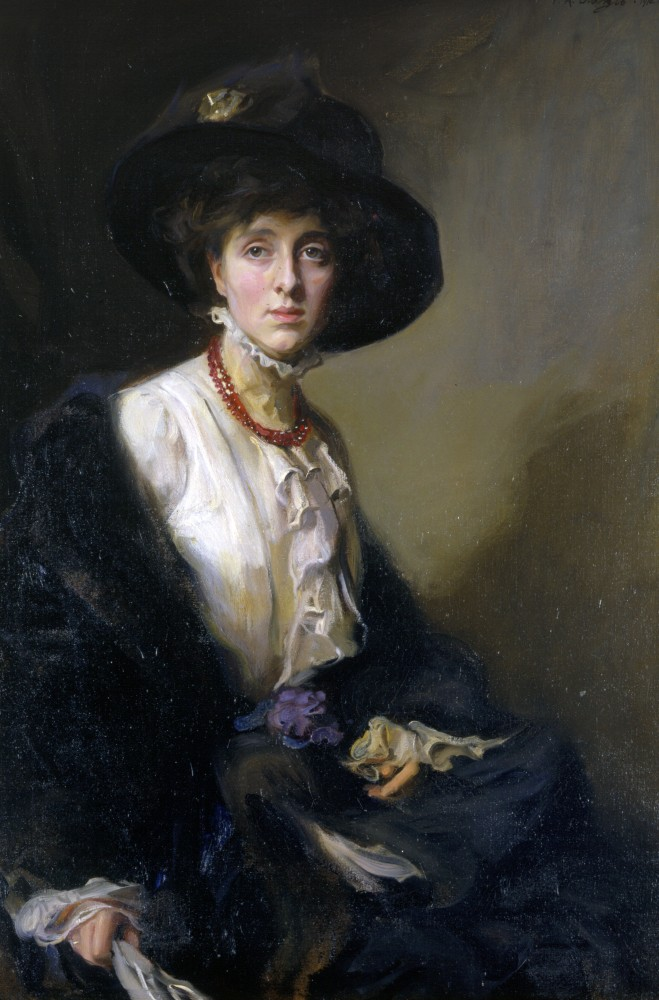
Vita Sackville-West
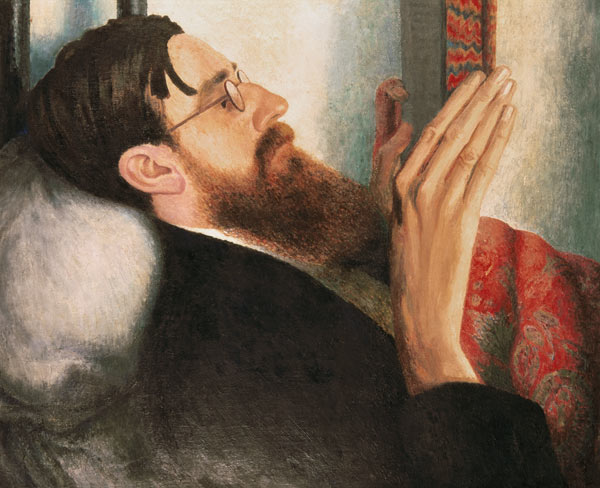
Lytton Strachey
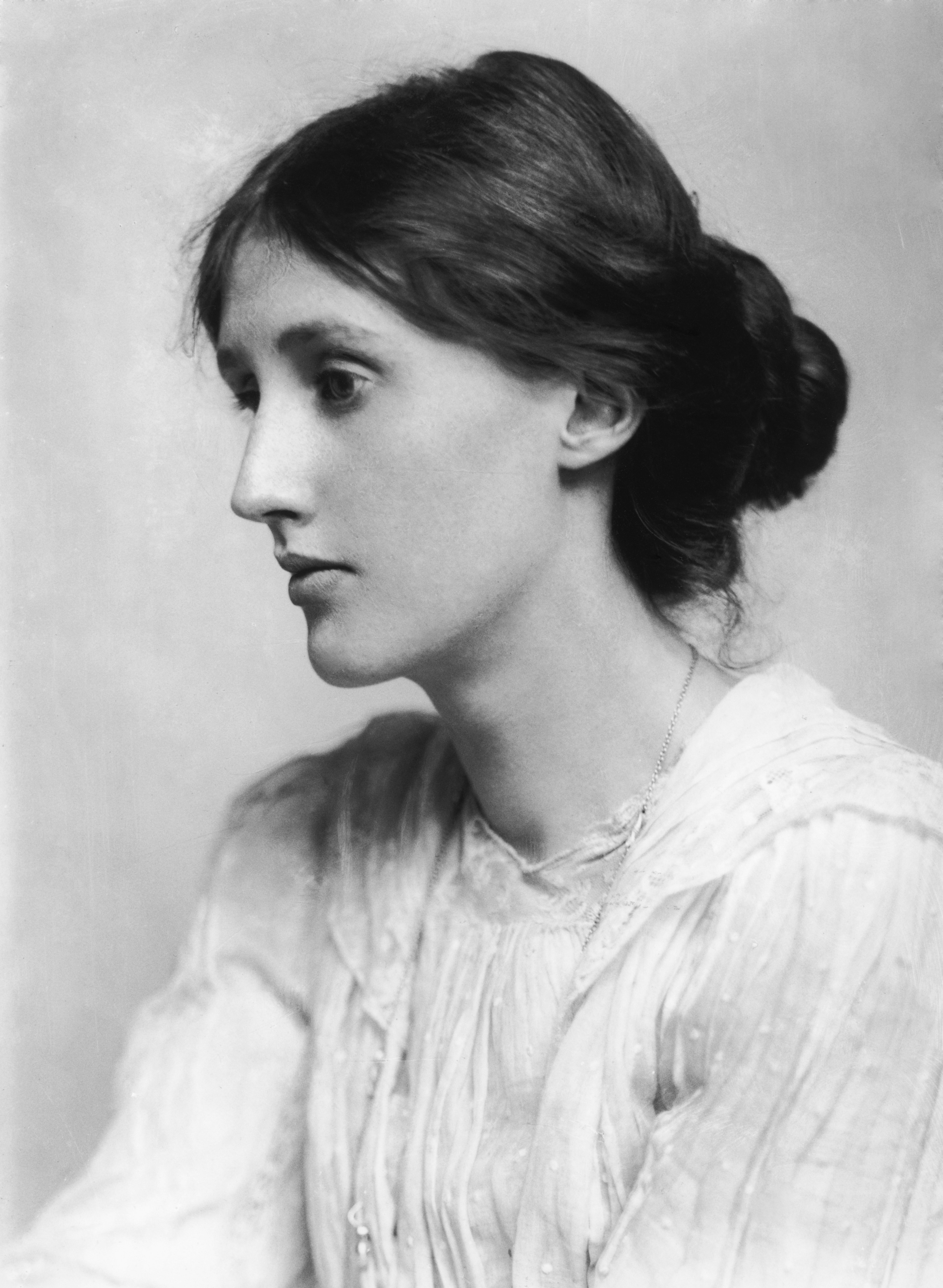
Virginia Woolf

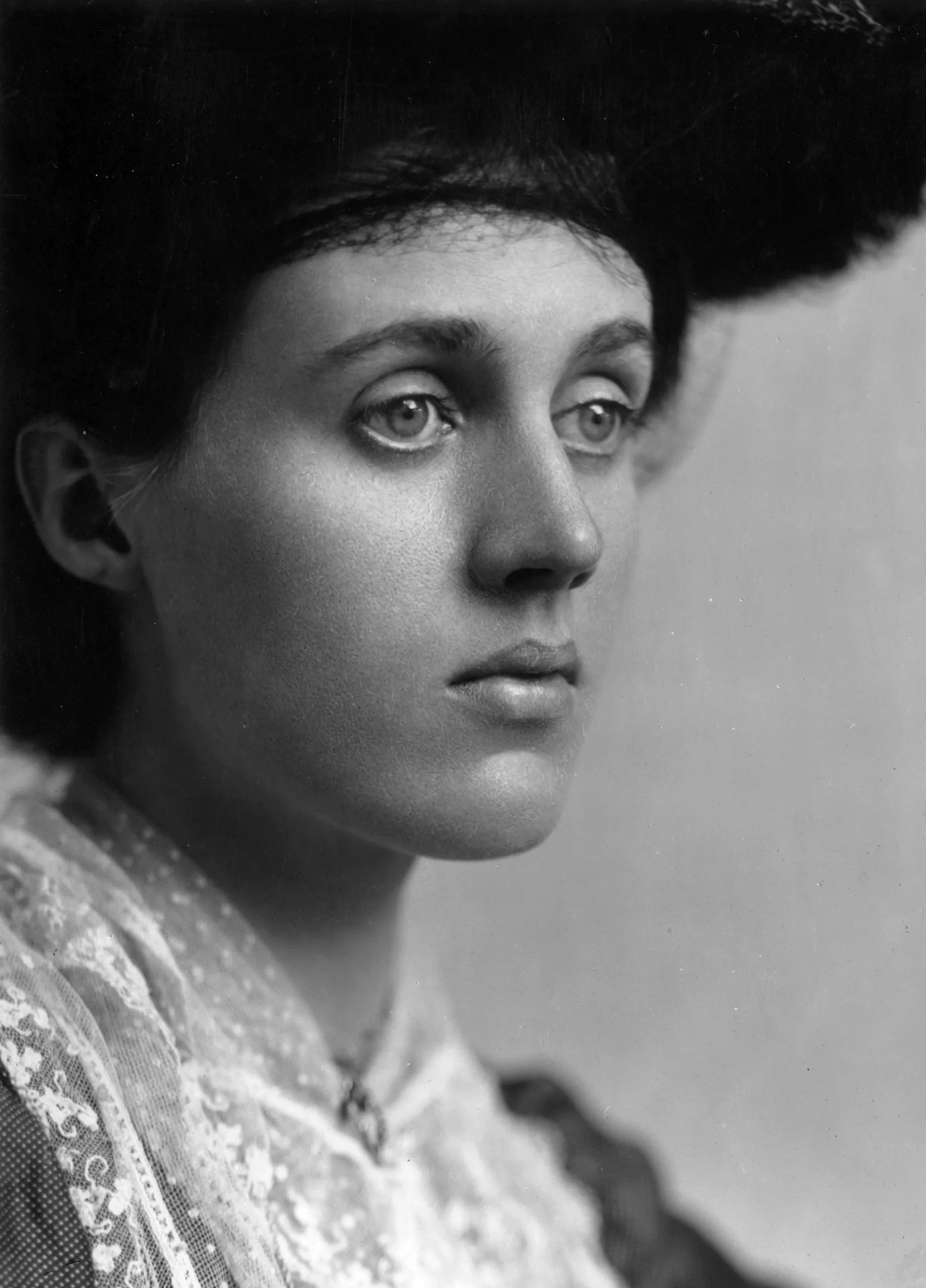
Vanessa Bell
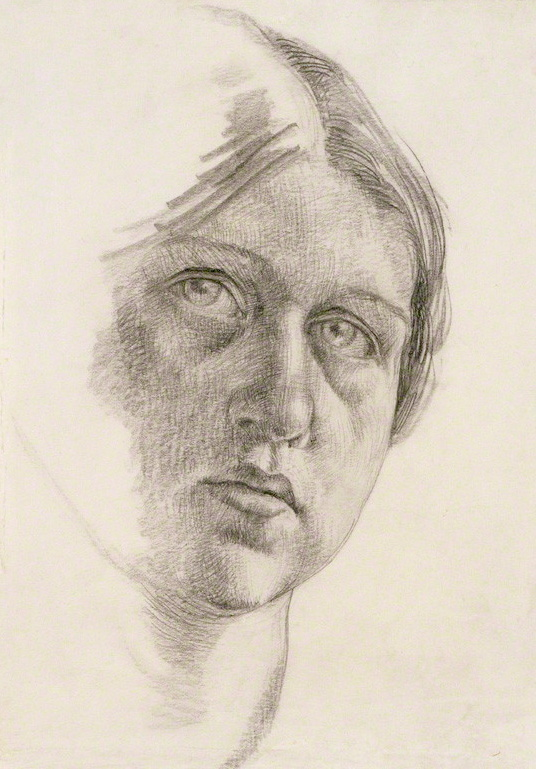
Dora Carrington
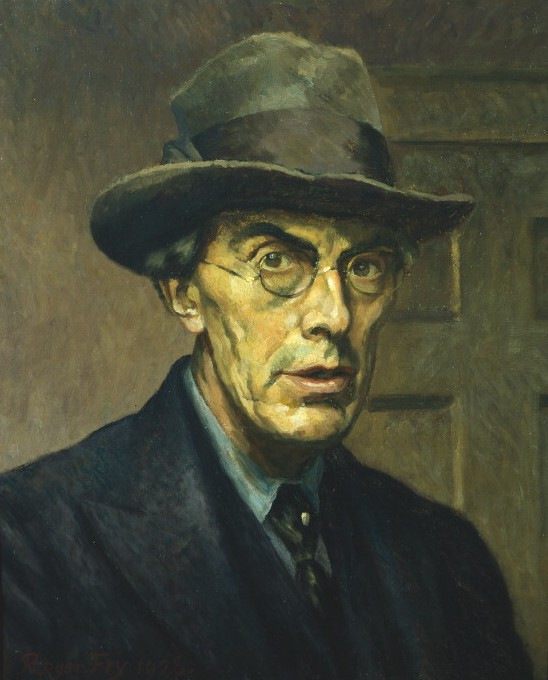
Roger Fry
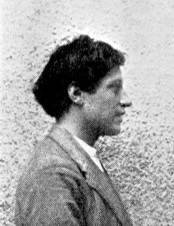
Duncan Grant
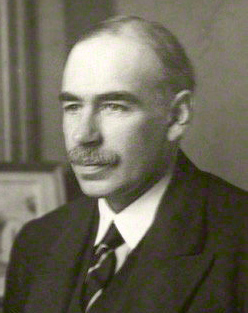
John M. Keynes (ekonomista)
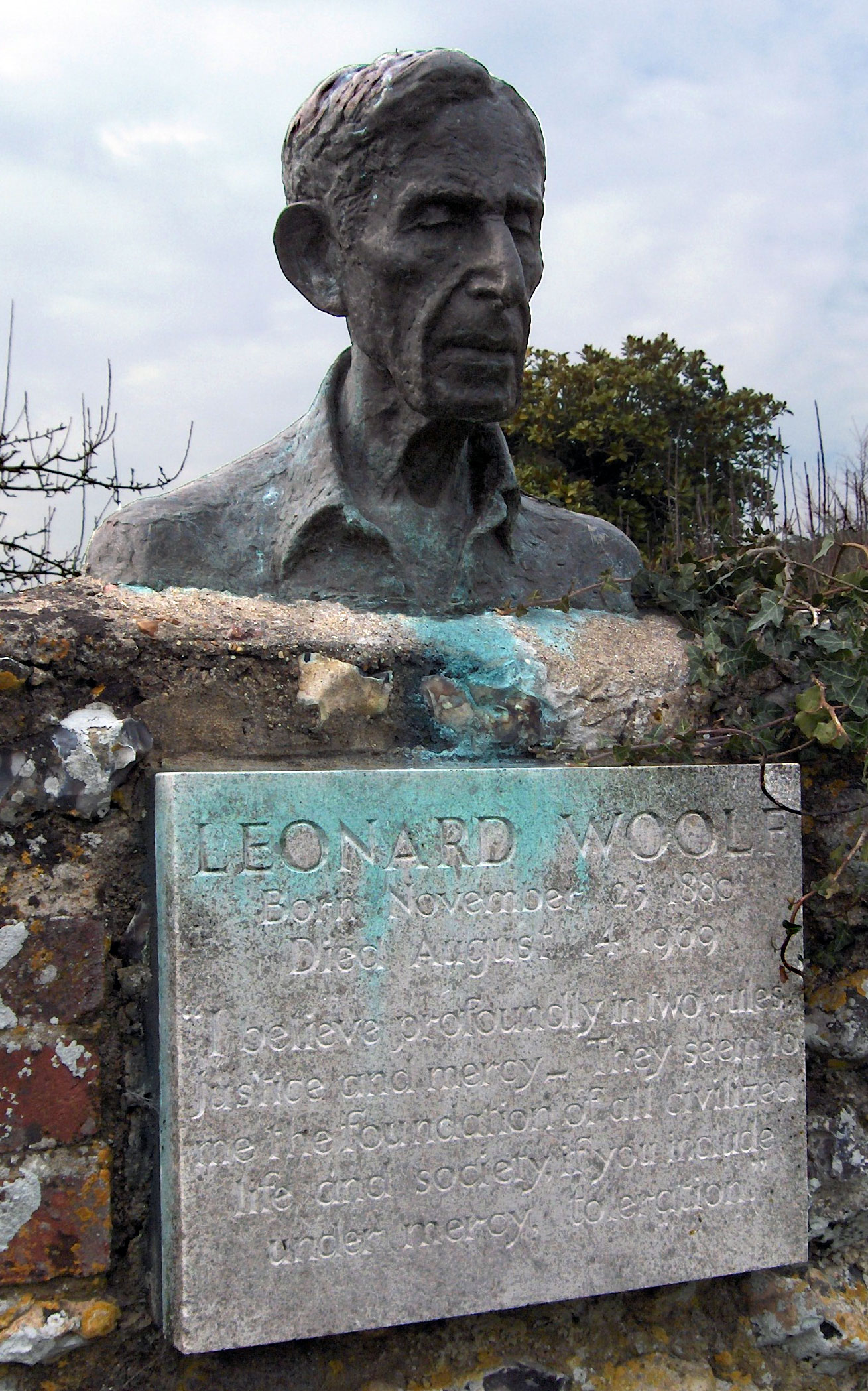
Leonard Woolf (ekonomista)

inni: muzyk Saxon Sydney-Turner, psychoanalityk Adrian Stephen, dziennikarz i publicysta Desmond MacCarthy, krytyk sztuki Clive Bell oraz Thoby Stephen.

## Historia

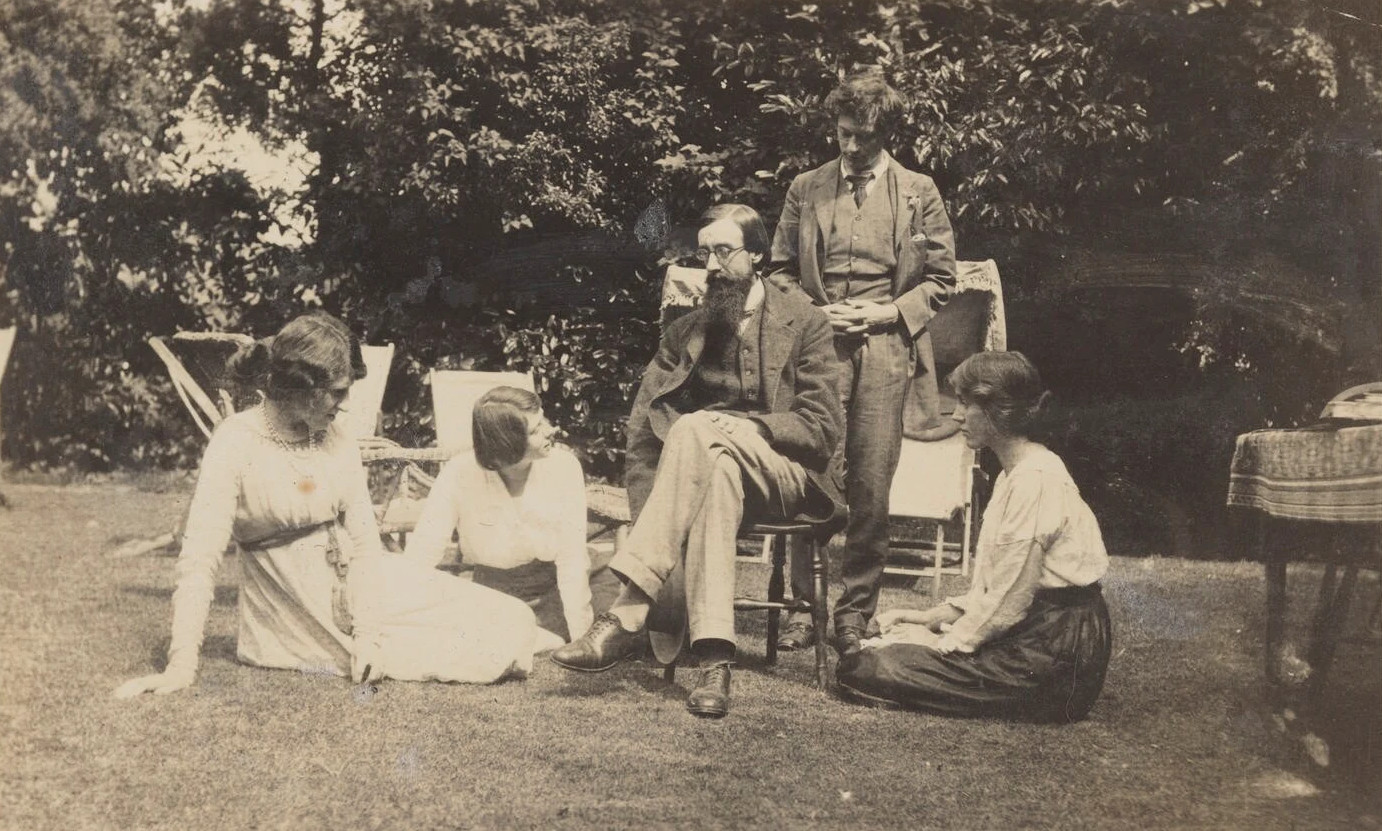
Od lewej: Ottoline Morrell, Maria Nys, żona Aldous’a Huxley’a; Lytton Strachey, Duncan Grant, Vanessa Bell

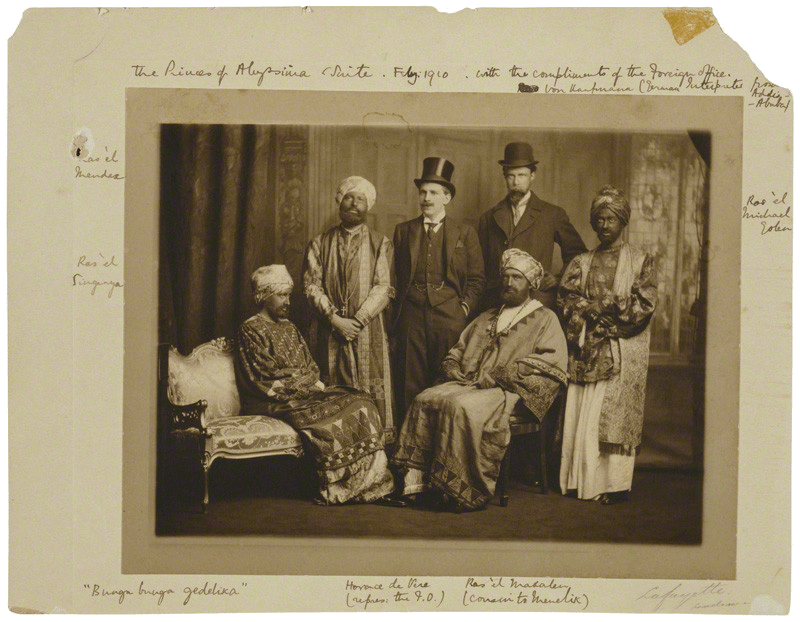
Rzekoma delegacja z Abisynii Virginia Woolf, 1. od lewej, 1910

Grupa powstała podczas nieformalnych spotkań towarzyskich absolwentów Uniwersytetu Cambridge (czterech jej członków ukończyło studia wyższe w 1899, wśród nich Thoby Stephen, brat Virginii Woolf i Vanessy Bell), a także podczas spotkań sekretnego stowarzyszenia Cambridge Apostles. Po ukończeniu studiów założyciele grupy wykonywali różne zawody (Keynes pracował w Departamencie Skarbu, prowadząc interesy brytyjskie w Indiach). Vanessa Bell w 1904 roku dała podstawę dla „Bloomsbury”. przeprowadzając się z rodzeństwem (trojgiem dzieci Julii i Lesliego Stephenów – Thoby’m, Virginią i Adrianem) na Gordon Square w Bloomsbury na terenie Londynu. Przedwczesna śmierć Thoby’ego Stephena w 1906 roku wzmocniła postanowienie Vanessy i Virginii, aby pozostać niezależnymi i współdziałać z resztą grupy.
Bloomsbury Group zdobyła rozgłos w 1910 roku, kiedy kilku jej członków wplątało się w tzw. „Dreadnought hoax”. Był to żart Horace’a de Vere’a Cole’a, który oszukał Królewską Marynarkę, wprowadzając na reprezentacyjny okręt HMS „Dreadnought” delegację abisyńskich władców, która w rzeczywistości składała się z: Virginii Woolf, Adriana Stephena, Guya Kidleya, Anthony’ego Buxtona i Duncana Granta, odpowiednio poprzebieranych i ucharakteryzowanych. Przygotowanie żartu kosztowało Cole’a 4000 funtów.
W tym samym roku Roger Fry zorganizował wystawę postimpresjonizmu w Londynie, która została bardzo źle odebrana przez krytyków.
Po I wojnie światowej grupa zaczęła powiększać krąg znajomości, tracąc zarazem na dotychczasowej jednolitości światopoglądowej. W 1913 roku stworzono pracownię „Omega Workshop” (Roger Fry, Duncan Grant i Maynard Keynes), a w 1917 wydawnictwo „Hogart Press” (Virginia i Leonard Woolf).

## Działalność
Grupa Bloomsbury jest zapamiętana bardziej w wyniku indywidualnych osiągnięć artystycznych jej członków niż przez ich wspólne działania. Począwszy od ostatniej dekady XX wieku, związki między członkami grupy wywołują zainteresowanie badaczy. Na przykład Dory Carrington i Lyttona Stracheya, Virginii Woolf i Leonarda Woolfa oraz jej siostry związanej z Clive’em Bellem, a potem z Duncanem Grantem, jak i związek między samą Virginią i Vanessą opisany w biografii Virginia Woolf i Vanessa Bell – sekretny układ autorstwa Jane Dunn.
Członkowie grupy odrzucali zasady ery wiktoriańskiej w religii, sztuce, społeczeństwie, seksualności (chociaż jak opisuje to Angelica Garnett w swojej książce Deceived by Kindness, nigdy nie uwolnili się od tego do końca). Grupa spełniała rolę ostoi dla gejów, lesbijek i biseksualnych jej członków, a także co ważne, jej członkowie byli w związkach z więcej niż jednym partnerem, najczęściej z partnerami obydwu orientacji.
Pisarstwo Clive’a Bella pomagało przekonać Brytyjczyków do zdemontowania ich imperium, zapowiadało możliwy upadek kolonializmu. Pisarstwo Keynesa staje się podstawą teorii ekonomicznej. Virginia Woolf jest poczytną autorką, której feministyczne poglądy wykraczały poza tamte czasy.
Podczas jednego z niemieckich nalotów w 1941 roku rezydencja grupy została zbombardowana, a wkrótce potem Virginia Woolf popełniła samobójstwo. Ich wielkie dni się skończyły, chociaż w miejscach, takich jak Charleston w East Sussex, działalność Bloomsbury Group przedłużyła się o kilka dekad.